# Jack Burkinshaw
John Dean Lewis Burkinshaw (12 tháng 5 năm 1890 – 1947) là một cầu thủ bóng đá người Anh thi đấu ở vị trí wing half.